# 仇恨團體

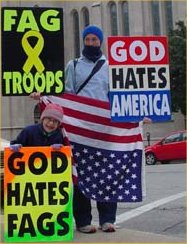
威斯特布路浸信會教徒舉行示威，牌中有「上帝仇恨美國」、「上帝仇恨同性戀」、「（美軍是）基佬軍團」的字眼。

仇恨團體（英語：Hate group）是針對某些人士的種族、民族、膚色、國籍、宗教、文化、語言、口音、階級、職業、外貌、性別、性取向、性別認同及性別氣質等而憎恨、討厭、敵視或者訴諸暴力的有組織集團。
美國有兩個監察仇恨團體的主要組織，分別是反誹謗聯盟及南方貧困法律中心。除此之外，這些仇恨團體都被聯邦調查局追踪。此外，美國還有宗教性質的仇恨團體，相當一部分有基督新教極端主義背景，包括3K黨、天軍、威斯特布路浸信會等。